# ジェラルド・ジョンストン
ジェラルド・ジョンストン（Gerard Johnstone、1976年3月4日 - ）は、ニュージーランドの映画監督、テレビディレクター、脚本家。

## 主な監督作品

### 映画
- 『ハウスバウンド』（en） - Housebound （2014年）
- 『M3GAN／ミーガン』 - M3GAN （2022年）
- 『M3GAN／ミーガン 2.0』 - M3GAN 2.0 （2025年）

### テレビ
- The Jaquie Brown Diaries（en）（2008年）
- 『孫悟空の遊勇伝』（en） - The New Legends of Monkey （2018年）